# António Macieira

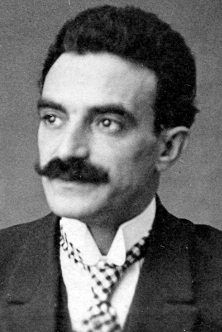
António Macieira.

António Caetano Macieira Júnior (Lisboa, 5 de janeiro de 1875 — Cabeço de Montachique, 29 de dezembro de 1918) foi um advogado, bacharel em Direito pela Universidade de Coimbra, que se distinguiu pela sua ação política durante a Primeira República Portuguesa, tendo sido deputado na Assembleia Constituinte de 1911, Ministro dos Negócios Estrangeiros e Ministro da Justiça, ocupando este último cargo aquando da aplicação da Lei da Separação do Estado das Igrejas, que fora aprovada em 20 de abril de 1911, uma das medidas mais polémicas da Primeira República. Foi um dos pioneiros do automobilismo em Portugal, tendo organizado as primeiras corridas automóveis. Foi presidente do Congresso da República. Foi sócio do Instituto de Coimbra e da Associação dos Advogados de Lisboa e membro da Associação de Agricultores de Portugal.

## Biografia
Foi filho do comerciante António Caetano Macieira e de sua mulher Gertrudes da Conceição Celestino Biker Correia, uma família ligada ao comércio lisboeta mas com raízes e propriedades no concelho de Torres Vedras. Esta ligação familiar fez com que mais tarde fosse proprietário da quinta do Casal da Folgorosa, na freguesia de Dois Portos e que mantivesse uma relação política intensa com a região de Torres Vedras, que representou no Congresso da República.
Concluiu estudos preparatórios em Lisboa, matriculando-se depois na Universidade de Coimbra, onde se formou como bacharel em Direito em 10 de Junho de 1899. Durante o seu percurso universitário envolveu-se na actividade política, tendo feito parte da geração de estudantes que se notabilizou pela celebração do Centenário da Sebenta e pelas homenagens a João de Deus, Antero de Quental e Sousa Martins.
Terminado o curso fixou-se em Lisboa, abrindo banca de advogado e iniciando uma distinta carreira forense que complementou com a publicação de vários trabalhos sobre temática jurídica. Apaixonado pelo automobilismo, organizou algumas das primeira corridas de automóvel que se realizaram em Portugal.
Foi advogado de defesa dos marinheiros implicados na revolta do cruzador Vasco da Gama, um caso de grave insubordinação que ocorreu a bordo do cruzador Vasco da Gama, ao tempo surto no Tejo, no dia 13 de Abril de 1906, com troca de tiros no convés. Esta defesa trouxe António Macieira para o campo republicano mais radical, o que teria reflexos directos no seu posicionamento político nos anos imediatos.
A partir de 1907, em parte como reacção às medidas repressivas governo de João Franco, adere publicamente à corrente republicana, distinguindo-se logo nesse ano como advogado de defesa de vários jornalistas, que no verão daquele ano foram perseguidos em resultado da lei de imprensa aprovada pelo governo de João Franco e que foram julgados no Tribunal da Boa-Hora, num polémico julgamento que galvanizou a oposição ao regime monárquico.
Também em 1907 foi um dos organizadores da manifestação de homenagem a Bernardino Machado, que se tinha demitido de professor da Universidade de Coimbra em protesto contra o governo de João Franco que determinara o encerramento da Universidade em 23 de Maio de 1907 para pôr cobro à agitação estudantil pró-republicana. A manifestação, marcada para 28 de Julho de 1907, foi proibida pelo governo, tendo os promotores optado por uma romagem à residência do homenageado. António Macieira esteve entre as personalidades que participaram na homenagem, figurando na fotografia oficial junto a Bernardino Machado.
Após o regicídio de 1908 e da agitação social e política daquele ano, António Macieira afirmou-se como um dos mais prestigiados advogados de defesa dos republicanos acusados de sedição e de outros crimes políticos. Ficou particularmente conhecido por ter sido o advogado que conduziu a defesa em conselho de guerra do alferes Roque Maria Teixeira (o "alferes Teixeira") e dos sargentos implicados na tentativa de revolta de 28 de Janeiro de 1908, a mais importante revolta republicana contra a monarquia após a revolta de 31 de Janeiro de 1891. Após o processo subir duas vezes ao Supremo Tribunal de Justiça Militar, os acusados acabaram por ser absolvidos, contribuindo para o prestígio profissional e político de António Macieira. Ganhou novamente notoriedade com a defesa de Machado Santos perante o Tribunal de Justiça da Armada, num processo por abuso de liberdade de imprensa.
Em 1909 e 1910 passou a participar de forma muito activa na propaganda republicana, em especial nas acções promovidas pela Junta Liberal presidida por Miguel Bombarda. Esta organização, que tinha por objectivo central combater o clericalismo, organizava conferências e comícios com o apoio das organizações republicanas, em especial dos Centros Escolares Republicanos. António Macieira foi um dos republicanos que discursou no comício anti-clerical realizado em Lisboa no dia 1 de Agosto de 1909, no qual participaram mais de 40 mil pessoas.
Apesar de não ter tido participação directa na revolução de 5 de Outubro de 1910, de que resultou a implantação da República Portuguesa, integrou de imediato o núcleo de apoiantes. No contexto da consolidação do regime republicano, fundou e dirigiu o diário republicano O Tempo, afecto à ala de Afonso Costa, que se publicou entre 16 de Março e 31 de Maio de 1911. Em 1911 também exerceu as funções de adjunto do Procurador Geral da República.
Após um processo conturbado de selecção de candidatos, nas eleições para a Assembleia Nacional Constituinte, realizadas a 28 de Maio de 1911, foi um dos candidatos a deputado, sendo eleito pelo círculo eleitoral de Torres Vedras. Na Assembleia Constituinte teve um papel relevante na elaboração da Constituição Portuguesa de 1911, sendo uma das vozes mais avisadas daquele parlamento dada a sua formação jurídica.
Voltou a ser eleito nas eleições gerais de 13 de Junho de 1915, novamente pelo círculo eleitoral de Torres Vedras, proposto como candidato oficial do PRP, sendo o mais votado.
Como membro do Congresso da República teve importante participação na definição das políticas dos primeiros anos da República, intervindo sobre questões melindrosas, entre as quais a relação com a resistência monárquica à consolidação do regime republicano.
A sua primeira experiência governativa ocorreu em 1911, quando integrou o 3.º governo da República com a pasta da Justiça. Este governo de concentração, já que incluía representantes das duas principais facções republicanas, era presidido por Augusto de Vasconcelos e esteve em funções de 12 de Novembro de 1911 a 16 de Junho de 1912, num mandato controverso dominado pelas consequências das leis da Separação do Estado das Igrejas e do Registo Civil e pela resistência que a Igreja Católica opôs à sua aplicação. Neste período o anticlericalismo de António Macieira esteve bem patente, tendo o governo aprovado múltiplos decretos de suspensão, condenando muitos dos bispos portugueses à suspensão de funções, e nalguns casos a residência fixa fora da sua diocese ou paróquia, por desrespeito da Lei da Separação. Ficou célebre o decreto de 28 de Dezembro de 1911 suspendendo vários dignitários da Igreja, entre eles o próprio Patriarca de Lisboa, António Mendes Belo, com perda de liberdade de circulação e de benefícios materiais. Outra grande dificuldade foi a organização das «associações cultuais», associações de fiéis que deveriam organizar o culto nas igrejas, mas cuja constituição foi boicotada pela hierarquia da Igreja.
Integrou também o 5.º governo da República, presidido por Afonso Costa e em funções de 9 de Janeiro de 1913 a 9 de Fevereiro de 1914, como Ministro dos Negócios Estrangeiros. Nessas funções destacou-se no esforço de melhoria das relações de Portugal com as principais potências europeias, com destaque para a Grã-Bretanha. Um dos mais importantes resultados da acção ministerial de António Macieira foi a assinatura, a 3 de Abril de 1913, de uma convenção com os Países Baixos para submeter a uma arbitragem as divergência entre Portugal e aquele Estado em relação à demarcação das fronteiras de Timor. As suspeitas de existência de um acordo secreto entre a Grã-Bretanha e a Alemanha para partilha das colónias portuguesas em África foram uma das constantes do período, sempre negadas pelo governo Português (embora posteriormente confirmadas).
Após a queda do governo, resultado da agitação social que se vivia e das grandes manifestações contra o governo e o Partido Republicano Português, António Macieira manteve uma intensa actividade política no parlamento, sendo um dos deputados mais activos na resistência ao governo ditatorial quando, em 4 de Março de 1915, o general Pimenta de Castro mandou encerrar o Congresso da República. Recusando a ordem do governo, os parlamentares da maioria reuniram-se no Palácio da Mitra, em Santo António do Tojal. Ali foi aprovada uma moção de censura ao governo, iniciando a resistência à ditadura que culminaria com o movimento de 14 de Maio de 1915 e com a queda do governo.
Após o restabelecimento da ordem constitucional republicana, em 1915 António Macieira foi eleito deputado nas listas do Partido Republicano Português (PRP) pelo círculo eleitoral de Torres Vedras. Nessas funções participou activamente na preparação da entrada de Portugal na Primeira Guerra Mundial. Também teve importante acção na política partidária dos republicanos, em particular nas questões respeitantes às eleições no seu círculo eleitoral, incluindo as autárquicas.
Após a entrada de Portugal na Grande Guerra, em 1916 visitou a frente de batalha da Grande Guerra e a cidade francesa de Reims, então destruída pela guerra. Foi eleito Presidente da Câmara dos Deputados em 15 de Março de 1917 pela maioria esmagadora dos deputados, mas foi obrigado a afastar-se ao falhar a tentativa de reeleição em 2 de Dezembro de 1917. Como presidente da Câmara dos Deputados visitou em 1917 as cidades de Paris e Roma, para participar na reunião desse ano da Comissão Parlamentar Internacional de Comércio. O golpe protagonizado por Sidónio Pais a 5 de Dezembro daquele ano de 1917, e a consequente suspensão da legislatura, marcou o fim da carreira parlamentar de António Macieira.
Terminada a Grande Guerra com o armistício de 11 de Novembro de 1918, embora afastado da vida parlamentar devido ao advento do sidonismo, talvez graças à sua experiência como Ministro dos Negócios Estrangeiros e como antigo membro da Comissão Parlamentar Internacional de Comércio, foi nomeado pelo governo para aquele que seria o seu último cargo político, o de delegado de Portugal à Conferência Parlamentar Internacional de Comércio dos Aliados.
A 29 de Dezembro de 1918, quando regressava a Lisboa de uma visita à sua quinta na freguesia de Dois Portos, morreu na sequência de um acidente automóvel ocorrido entre o Milharado e a Póvoa da Galega, no limite do concelho de Loures, perto do Cabeço de Montachique. Foi sepultado em Lisboa.
Ao longo da sua curta vida política aparece frequentemente referido na principal imprensa da época e, apesar da sua morte precoce, figura entre os 161 notáveis republicanos retratados por Roque Gameiro na conhecida aguarela intitulada Pela República. Foi cavaleiro da Legião de Honra de França.
Casou com Estefânia Macieira, de cujo casamento houve duas filhas, sendo por isso contracunhado do médico e político António Egas Moniz.